# Before Your Eyes
Before Your Eyes est un jeu d'aventure développé par GoodbyeWorld Games et publié par Skybound Games en 2021. Il est sorti sur Microsoft Windows le 8 avril 2021, suivi d'un portage pour macOS en septembre de la même année. Les ports pour Android et iOS sont sortis en juillet 2022. Le jeu est connu pour son utilisation de la technologie de suivi oculaire dans sa narration.
Le jeu suit l'histoire de Benjamin Brynn, récemment décédé, en route vers l'au-delà. Le joueur doit interagir avec les souvenirs de Brynn via une webcam de suivi oculaire pour progresser, à mesure que le jeu lit et répond aux mouvements des yeux et aux clignements du joueur. Le récit du jeu a été bien accueilli par les critiques ; cependant, la fonctionnalité de sa fonction de suivi oculaire a été critiquée.

## Système de jeu
Le joueur contrôle Benjamin Brynn, récemment décédé, en route vers l'au-delà. Le joueur doit interagir avec les souvenirs de Brynn grâce à la technologie de suivi oculaire pour progresser dans le jeu. Les mouvements oculaires et les clignements du joueur sont enregistrés par le jeu, et sont le seul moyen d'interaction du joueur avec le jeu. Cette structure narrative a été inspirée par la pièce de théâtre de 1949 Mort d'un vendeur, qui dépeint l'histoire en partie à travers les souvenirs du protagoniste. Quoique non-recommandé, le joueur peut plutôt choisir de jouer avec une souris qu'avec une webcam, cliquer effectuera les mêmes actions que cligner des yeux.

## Histoire
Tout au long du récit, Benjamin Brynn ne parle pas, ce qui est justifié par le jeu comme une timidité maladive.
Benjamin Benny Brynn nage à la surface d'une mer sombre, avant d'être récupéré par un bateau barré par le Passeur. Benny est incapable de s'exprimer par la parole ou par des gestes, bien que le passeur soit capable de percevoir son clignement des yeux, qui devient son principal mode de communication. Le passeur explique qu'il ressent quelque chose d'unique chez Benny et l'amène au gardien pour jugement. S'il est jugé digne, Benny est autorisé à entrer dans le paradis du gardien et le passeur est récompensé ; sinon, Benny devient une mouette. Pour faciliter cela, le passeur lui demande de raconter ses souvenirs afin qu'il puisse raconter une histoire au gardien. Cependant, il explique que Benny ne pourra pas rester dans les souvenirs, car ils clignoteront dès qu'il cligne des yeux.
Benny commence alors à raconter son enfance dans une petite ville balnéaire avec ses parents : Richard, un professeur, et Elle, une comptable et aspirante compositrice. La famille a également commencé à s'occuper d'un chat errant qu'ils nomment Ernie. En grandissant, Benny développe un penchant pour la musique, influencé par sa mère. Un jour, Benny, sans surveillance, commence à jouer à l'oreille la composition d'Elle au piano, et le croyant un prodige, ses parents décident rapidement de l'inscrire à des cours de piano. Au fil des années, Benny continue d'améliorer ses compétences au piano, impressionnant ses parents et leurs amis ; il rencontre et se lie également d'amitié avec Chloé, sa voisine au franc-parler et aventureuse.
Finalement, Elle parvient à organiser pour Benjamin une audition dans une prestigieuse école de musique, et Benny a un an pour répéter plusieurs morceaux pour son audition. Alors qu'Elle intensifie leurs séances d'entraînement, le père exprime ses inquiétudes concernant Benny, conduisant à plusieurs disputes sur son avenir. La veille de l'audition, Chloé invite Benny à camper avec elle sur la plage, et il peut l'accepter ou la refuser pour se concentrer sur son audition. Le lendemain, Benny joue le morceau qu'il avait pratiqué, mais est rejeté par l'école quelle que soit sa performance. Peu de temps après, il est emmené chez un médecin en raison d'une maladie non précisée.
Bien que la maladie empêche Benny de quitter la maison, il finit par redécouvrir sa passion pour l'art mais cette fois dans le dessin, lui permettant d'entrer dans une école d'art. Le style unique de Benny finit par lui attirer une grande attention au fil des années et il devient un artiste à succès. Cependant, quand Elle meurt subitement, Benny s'effondre et s'isole du monde, ne pouvant peindre que des variations du portrait final de sa mère. Lorsque Richard appelle Benny et lui demande de l'aider à nettoyer certaines affaires d'Elle, Benny retrouve ses anciennes partitions, ce qui revitalise son élan artistique et lui permet de dresser un nouveau portrait de sa mère qu'il expose lors de sa dernière exposition. Là, Benny rencontre Chloé adulte et elle l'invite à prendre un verre.
Alors que le passeur se réjouit à l'idée d'avoir une histoire aussi colorée à raconter, les mouettes, qui ne sont que les âmes des menteurs, voient clair dans les mensonges de Benny et deviennent de plus en plus turbulentes. Le passeur s'en rend également compte et, après avoir fait taire les oiseaux, menace Benny des conséquences de mentir au gardien et insiste sur la vérité, sans quoi Benny se transformera lui aussi en mouette. Benny revisite alors à nouveau son enfance, et le passeur analyse sa mémoire lors de sa visite chez le médecin et découvre enfin la vérité : l'adolescent Benny a reçu un diagnostic de maladie en phase terminale, et n'avait plus beaucoup de temps à vivre ; les souvenirs qu'il partageait sur sa vie d'artiste n'étaient que des fantasmes de Benny. Il demande alors à Benny de continuer à revisiter ses vrais souvenirs.
Alors qu'il est cloitré dans son lit, Benny se met à écrire sur la vieille machine à écrire de sa mère et tape l'histoire de sa vie sur son insistance. Finalement, la maladie fait des ravages sur Benny, et il est obligé de prendre des médicaments, en plus d'autres dispositifs médicaux pour atténuer les effets de la maladie. Alors que l'état de Benny s'aggrave, Richard et Elle tentent de rester positifs malgré le stress de leur vie actuelle, tandis que Benny se rachète auprès de Chloé après s'être fâché contre elle pour avoir brusquement comparé sa situation avec la propre maladie de sa défunte mère. Ernie revient également après s'être enfuie à la suite de la mort de ses chatons tués par des coyotes plus tôt. Finalement, les médicaments ne sont plus capables de retarder la maladie et Benny meurt finalement, se retrouvant dans l'au-delà où le passeur l'a trouvé.
Alors qu'ils atteignent le sanctuaire du Gatekeeper, le passeur décide de ne pas raconter une histoire grandiose comme il l'avait initialement prévu et opte plutôt pour un simple résumé de la vie de Benny en répétant la réponse d'Elle à l'histoire de la vie de Benny : bien qu'il n'ait vécu qu'une vie courte et ordinaire, il a néanmoins vécu en donnant de l'espoir à ses amis et à sa famille, ce qui a rendu sa vie complètement et satisfaisante bien qu'elle fût courte. Satisfait de cette démonstration de cœur et de sincérité, le Gatekeeper laisse passer Benny, tandis que le Passeur lui demande de fermer les yeux une dernière fois, avant de lui redonner les souvenirs heureux de ses parents.

## Développement
L'idée du jeu a été conçue à l'origine en 2014 lors d'un cours d'introduction au développement de jeux à l'Université de Californie du Sud, lorsqu'un étudiant assistant, Will Hellwarth, a parlé de son expérience en modifiant un jeu pour lire et répondre aux yeux du joueur en utilisant le caméra intégrée. Deux étudiants assistant à la leçon font ensuite équipe avec Hellwarth pour développer un projet autour de cette idée. Après deux mois de développement, l'équipe sort le projet Close Your, qu'elle présentera à IndieCade. Le jeu a remporté le prix Developer's Choice lors du salon. Le jeu a ensuite été exposé au Independent Games Festival à la GDC en 2015, où il a remporté le prix du meilleur jeu étudiant.
Après le succès de leurs expositions Close Your, l'équipe décide de lancer un Kickstarter pour financer le projet en 2016. Le projet est financé avec succès et devait initialement sortir en 2017, mais l'équipe a du mal avec un développement patent, jusqu'en 2018, date à laquelle elle a reçu un financement de RYOT.
Le jeu, rebaptisé Before Your Eyes, sort le 8 avril 2021 sur Microsoft Windows via Steam et Epic Games Store. Un portage pour macOS est sorti le 28 septembre 2021 via Steam. Les ports publiés par Netflix Games sont sortis pour Android et iOS le 26 juillet 2022.

## Accueil
Before Your Eyes a généralement reçu des critiques positives de la part des critiques, en particulier pour son histoire, bien que les contrôles aient souvent été jugés incohérents. Il a reçu « des critiques généralement favorables » selon Metacritic.
L'histoire du jeu a reçu des éloges. Andrew King de GameSpot l'a qualifié d'« émouvant », expliquant que sa thèse a une « belle défense ». Il a décrit les performances vocales comme "puissantes" et qu'elles "aident le jeu à atteindre de nouvelles profondeurs émotionnelles". Marcus Stewart de Game Informer salue l'écriture du jeu comme étant "sérieuse et réfléchie" et a été surpris par son investissement dans le casting au cours de la courte histoire. Ben Kuchera de Polygon est initialement sceptique quant à la qualité de l'histoire, mais décrit les thèmes de l'histoire comme « à la fois écrasants et libérateurs ». Nathan Hughes de Washington Square News souligne sa nature « simple mais puissante ». Caspar von Au du Bayerischer Rundfunk félicite le jeu pour sa capacité à « raconter une parabole émouvante sur la vie et la mort en un peu plus de 90 minutes ». Jacco Peek de Gamer.nl salue le jeu comme laissant une "profonde impression" malgré la description de la frustration d'avoir raté des moments importants. Scott Baird de Screen Rant le félicite hautement, le qualifiant de « phénoménal », car il « parvient à passer de joyeux à déchirant en un instant ».
Le gameplay reçoit les éloges des critiques pour la façon dont il complète l'histoire, même si certains critiquent sa simplicité. Andrew King de GameSpot décrit le mécanisme de clignotement comme « d'une nature rafraîchissante », notant que vous ne voudriez pas jouer au jeu d'une autre manière. Marcus Stewart de Game Informer déclare que le clignotement « confère au jeu une qualité onirique » et le compare à la visualisation à travers un View-Master. Ben Kuchera de Polygon note l'expérience de perdre la trace de ses yeux comme « douce-amère » et salue l'utilisation des yeux du joueur par le jeu comme « un moyen intelligent d'ajouter du sens à une action qui équivaut à un clic de souris ». Lawrence Le de Gaming Trend se sent indifférent au gameplay, trouvant que le mécanisme de clignotement fait défaut.
Les commandes du jeu ont reçu des réponses mitigées, car la fonctionnalité de lecture des entrées du jeu est jugée incohérente. Lawrence Le de Gaming Trend a eu des difficultés avec les calibrages du logiciel, le qualifiant de plus nuisible qu'utile, constatant que le jeu n'était pas moins immersif sans lui. Scott Baird de Screen Rant est très critique à l'égard du système de contrôle, le qualifiant du problème le plus important du jeu, soulignant la nécessité d'étalonnages constants, en le comparant à la Wiimote dans The Legend of Zelda: Skyward Sword.
Before Your Eyes a remporté le « British Academy Games Award pour Game Beyond Entertainment 2021 » et a été nommé dans la catégorie « Games for Impact » pour les Game Awards 2021. Il a également été nommé pour « Réalisation exceptionnelle en matière d'histoire » lors de la 25e édition des DICE Awards.